# Остроглядовский сельсовет
Остроглядовский сельсовет (белор. Астраглядаўскi сельсавет) — упразднённая административная единица на территории Брагинского района Гомельской области Белоруссии.

## История
20 января 2005 года посёлок Печи и деревня Щербины упразднены.
18 марта 2005 года Остроглядовский сельсовет переименован в Бурковский сельсовет.

## Состав
Остроглядовский сельсовет включал 2 населённых пункта:
- Печи — посёлок
- Щербины — деревня